# Tibetanske Plateau
Det Tibetanske Plateau er et område med vidtstrakte sletter og dybe dale lokaliseret på den nordlige side af Himalaya.
Arealet blev dannet for ca. 8 mio. år siden sammen med Himalaya, da den Indiske Plade stødte sammen med Asien.